# Nicodim I al Ierusalimului
Nicodim I (n. 30 noiembrie 1828, Constantinopol, Imperiul Otoman – d. 18 februarie 1910, Heybeliada Mahallesi⁠(d), Imperiul Otoman, Turcia) a fost Patriarhul Ortodox Grec al Ierusalimului⁠(d) (1883-1890). S-a născut în Constantinopol.
În 1890 a construit o casă de vară lângă mănăstirea San Simon din Katamon.